# Боргові цінні папери
Боргові цінні папери (англ. debt securities) — це цінні папери, що посвідчують відносини позики і передбачають зобов'язання емітента сплатити у визначений строк кошти, передати товари або надати послуги відповідно до зобов'язання.
До боргових цінних паперів належать:
1. облігації підприємств;
2. державні облігації України;
3. облігації місцевих позик;
4. казначейські зобов'язання України;
5. ощадні (депозитні) сертифікати;
6. векселі.